# Friedrich Jaecker

Friedrich Jaecker 2007

Friedrich Jaecker (* 27. Oktober 1950 in Soest) ist ein deutscher Komponist und Musiktheoretiker.

## Leben
Jaecker machte 1969 das Abitur. Ein anschließendes Studium an der Musikhochschule Detmold (Komposition, Musiktheorie, Klavier, Schulmusik, Musikwissenschaft) schloss das er 1975 ab. Daraufhin studierte er von 1975 bis 1977 Komposition bei György Ligeti an der Musikhochschule Hamburg und betrieb gleichzeitig musikwissenschaftliche Studien an der Universität Hamburg. Seit 1977 arbeitete er als Dozent und von 1980 bis 2019 als Professor für Tonsatz an der Hochschule für Musik Köln.

## Musik
Nach konstruktivistischen Anfängen (z. B. Beschreibung eines Zerfalls für Orchester, in excelsis für 3 Tasteninstrumente und 3 Schlagzeuger, beide 1976) und einem Ausflug zum Trash (z. B. Kammeroper „Dir, immer nur Dir...“, 1977–80) wandte sich Jaecker intensiv der Beobachtung des Kompositionsprozesses zu. In den seitdem entstandenen Werken verwendet er sparsamste Mittel. Von Pausen umgebene Klänge oder Einzeltöne werden so mit Beziehungen angereichert, dass weniger der Eindruck von Auflösung als von Potenzierung entsteht (z. B. ..., Ensemble für verschiedene Soloinstrumente bzw. Gesang und Ensemble, 1992–97, Orchester, 1996). Auf diesem Weg wurden auch semantische bzw. expressive Elemente erreichbar (z. B. Sphinx, 1999, Schrei, 2001). In letzter Zeit galt Jaeckers Interesse auch musikalischen Raumkonzeptionen (Harry’s Dream für 33 Gläser und Stimmen, 2012; in uns für 25 Stimmen in 5 Gruppen, 2013).

## Kompositionen (Auswahl)
| - Beschreibung eines Zerfalls (Orchester) 1976 - in excelsis (3 Tasteninstrumente und 3 Schlagzeuger) 1976 - Dir, immer nur Dir... (Kammeroper) 1977–80 - Turmalin (Orchester) 1984 - Chor, Orchester 1991 - Violine, Klavier (1991–92) - Orchester 1996 | - …, Ensemble 1992–1997 (6 Werke für Altflöte, Bratsche, Klavier, Saxophon, Kontrabass bzw. Sopran und Ensemble) - Trio (Violine, Viola und Violoncello) 1998 - Sphinx (Stimme, Altflöte und Viola) 1999 - Schrei (Orgel) 2001 - Ländler (Ensemble) 2001 - Dorn (Viola) 2002 - Schatten, Bilder (Kontrabass und Schlagzeug) 2004 | - von dir gehn (8 Stimmen, Bassflöte und Kontrabass) 2005 - lebe wohl liebe (Sopran, Flöte, Violine und Klavier) 2006 - Worte, inwendig (Ensemble) 2006 - Wasser, Rosen (7 Stimmen) 2007 - Farbenlehre (Orchester) 2008 - ohne Titel (Cy Twombly) (Bassflöte, Klavier und Violoncello) 2008 - e und a (Ensemble) 2009 | - lichten (Kontrabass) 2009 - noch tastend (Ensemble) 2010 - Bagatellen & Studien (Klavier) 2010–2012 - Harry’s Dream (33 Gläser und Stimmen) 2012 - Totenbuch (8 Stimmen) 2012–2013 - paradis (2 Klaviere) 2013 - in uns (25 Stimmen in 5 Gruppen) 2013 |

## Tonträger
Portrait-CDs bei TalkingMusic (TalkM 1011) 1998 und Cybele (Cybele 660.501) 2001.

## Preise und Auszeichnungen
Friedrich Jaecker erhielt mehrere Preise und Auszeichnungen, darunter waren:
- Auswahl zur Internationalen Gaudeamus Musikwoche 1978 (in excelsis)
- 1. Preis beim Kompositionswettbewerb 1980/81 des VdM (Fragment)
- Auswahl zur Internationalen Biennale für Zeitgenössische Musik Zagreb 1983, (Dir, immer nur Dir...)
- Förderungspreis der Landeshauptstadt Stuttgart für junge Komponisten ernster Musik 1985, Fördergabe (Turmalin)
- Gerhard-Maasz-Preis und Theodor-Berger-Publikumspreis 1993 (Bläserquintett)
- Daimler-Chrysler-Stipendium der Casa di Goethe in Rom 2003 (Atem)
- Auswahl zu den Weltmusiktagen in der Schweiz 2004 (Ländler)
- Auswahl zur 17th International Review of Composers Belgrad 2008 (Bagatellen)

## Schriften (Auswahl)
- „Der Dilettant und die Profis“: Giacinto Scelsi, Vieri Tosatti & Co. In: MusikTexte, Heft 104, Köln, Februar 2005, S. 27–40; Nachdruck im Katalog zum Festival Wien Modern 2005, Hg. Berno Odo Polzer und Thomas Schäfer, Saarbrücken: Pfau, 2005, S. 52–63; Nachdruck in italienischer Übersetzung von Benita von Engel und Nicola Sani unter dem Titel “Il dilettante e i professionisti”. Giacinto Scelsi, Vieri Tosatti & Co. In: Musica/Realtà, Nr. 88, Lucca, März 2009, S. 93–122.
- Auf der Suche (zu György Ligeti). In: MusikTexte, Heft 111, Köln, November 2006, S. 65–66.
- Giacinto Scelsi: Die Magie des Klangs. Gesammelte Schriften, 2 Bände, hrsg. von Friedrich Jaecker. Köln: Edition MusikTexte 2013.
- Kontrapunkt. Grundlagen und zweistimmiger Satz. [Bergheim]: Edition Cinquecento [2019]. ISBN 978-94-6386-505-0.